# Павлюченко Сергій Миколайович
Сергі́й Микола́йович Павлюче́нко — солдат Збройних сил України.

## З життєпису
Народився 1976 року в селі Бухалове Гадяцького району, закінчив Римарівську загальноосвітню школу, по тому — Сумський національний аграрний університет. Пройшов строкову службу у лавах Збройних Силах України. Демобілізувавшись, працював у КСП «Нива» Гадяцького району, згодом — на СТО у Києві.
2014 року мобілізований на захист України, брав участь у боях на сході України, кулеметник 42-го мотопіхотного батальйону.
В січні 2016 року уклав контракт на проходження військової служби, був направлений до 3-го полку спеціального призначення.
Загинув 18 червня 2016 року в Кіровограді від вибуху гранати.
Похований у селі Бухалове.

## Нагороди
8 вересня 2014 року — за особисту мужність і героїзм, виявлені у захисті державного суверенітету та територіальної цілісності України, вірність військовій присязі під час російсько-української війни, відзначений — нагороджений орденом «За мужність» III ступеня.